# 桜井村 (埼玉県北葛飾郡)
桜井村（さくらいむら）は埼玉県の東部、中葛飾郡および北葛飾郡に属していた村。現在の杉戸町の東部にあたる。

## 歴史
- 1889年（明治22年）4月1日 - 町村制施行により、椿村、深輪村、屏風村、木崎村、芦橋村、倉常村、細野村が合併して中葛飾郡桜井村が発足。
- 1896年（明治29年）3月29日 - 中葛飾郡が北葛飾郡に統合されたため、所属郡が北葛飾郡に変更。
- 1917年（大正6年） - 大字細野を吉田村（現幸手市）に編入。
- 1955年（昭和30年）4月1日 - 豊岡村の一部（大字目沼、木津内、宮前、鷲巣、木野川）と合併して泉村が発足。同日桜井村廃止。

## 経済

### 産業
農業
『大日本篤農家名鑑』によれば桜井村の篤農家は、「関口友次郎、新井慶十郎、中山久四郎、知久千代吉、関口豊太郎、青木久平、関口富五郎、五月女峰蔵、新井國吉、大越團次郎、遠藤権七、山野井平次郎」などがいた。また『全国篤農家列伝』では埼玉県の篤農家として関口弥五が紹介されている。

### 地主
関口弥五は埼玉県の大地主である。

## 出身著名人
- 関口弥五（大地主[4]、篤農家、貴族院多額納税者議員）[3]
- 三上於菟吉（小説家。木崎地区出身）